# アントニオ・プラチバット
アントニオ・プラチバット（Antonio Plazibat、1993年12月12日 - ）は、クロアチアの男性キックボクサー。スプリト出身。Ameno Gym所属。2017年のK-1 WORLD GPヘビー級王者。
師匠はK-1 GRAND PRIX '93の優勝者ブランコ・シカティックである。

## 来歴
2016年2月19日、FFC22でセルゲイ・マスロバエフと対戦し判定負け。
2016年7月2日、Respect World Series 2でボグダン・ストイカと対戦し2RTKO勝ち。
2017年11月23日、K-1 WORLD GP 2017 JAPAN ～初代ヘビー級王座決定トーナメント～に参戦。1回戦でK-JeeにKO勝ち。準決勝で上原誠にKO勝ち。決勝ではイブラヒム・エル・ボウニに判定勝ちして優勝した。
2018年3月21日、K-1 WORLD GP 2018 JAPAN ～K'FESTA.1～でロエル・マナートと対戦。この試合はK-1 WORLD GPヘビー級タイトルマッチとして行われた。プラチバットは判定負けして王座から陥落した。なお、この試合では師匠であるブランコ・シカティックが腰痛で来日できず、プラチバットのセコンドにつくことができなかった。
2018年5月12日、ONE Fighting Championshipに参戦。One FC: Grit and Gloryでセルゲイ・マスロバエフと再戦したが判定負け。
2018年11月24日、Memorijal Ludviga Lutka Pavlovicaでミハエル・ツリンスキーと対戦して3RKO勝ち。WAKO Pro 世界 +94.2kg王者となった。
2019年6月22日、GLORYに参戦。Glory 66でノルディン・マヒエディンと対戦し判定勝ち。
2019年10月12日、Glory 69でトーマス・モズニーと対戦し判定勝ち。GLORYヘビー級ランキング6位にランクされた。
2019年12月21日、Glory Collision 2でジャファール・ウィルニスと対戦して2-1の判定勝ち。GLORYヘビー級ランキング5位にランクされた。